# Chorus (zespół)

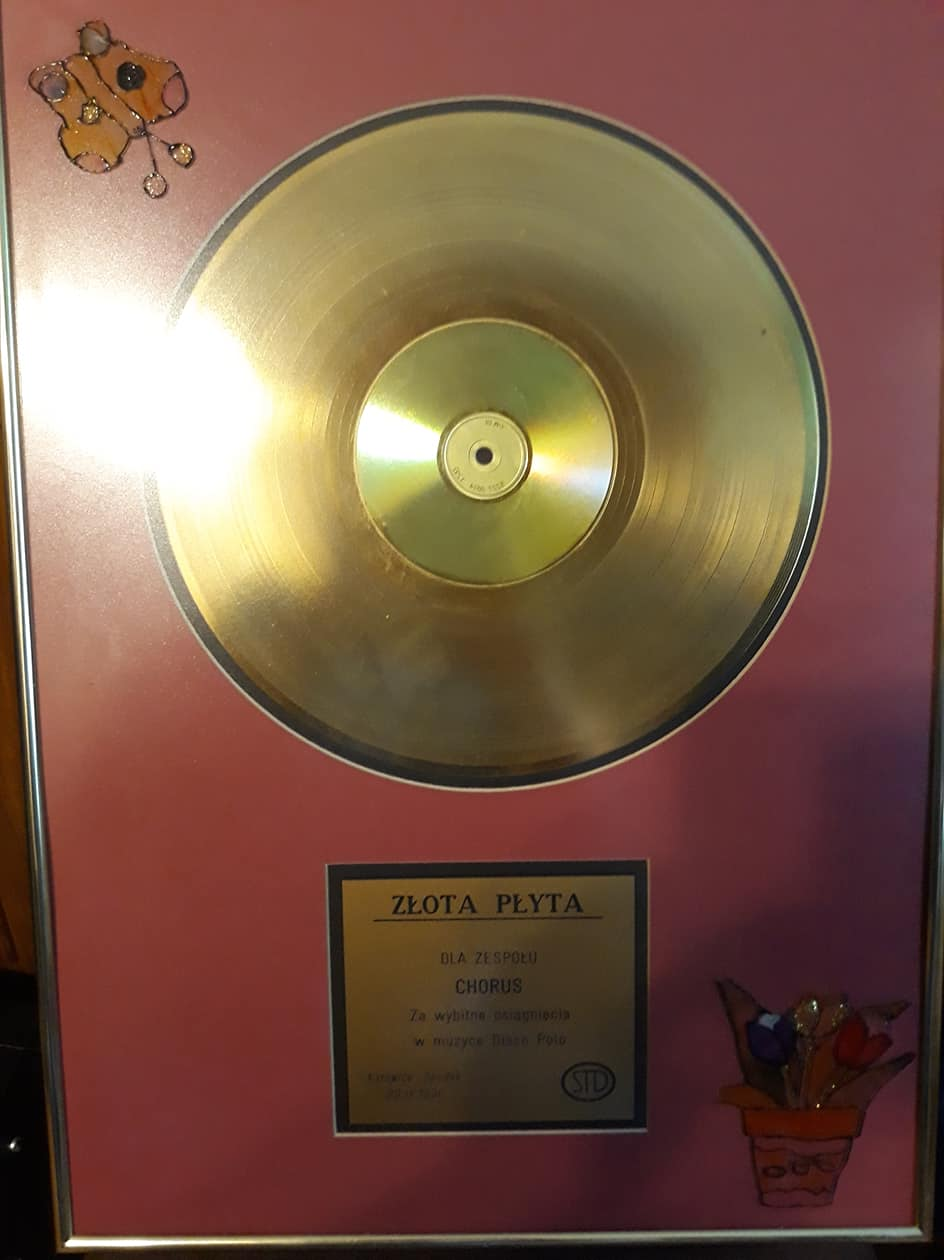
Złota Płyta za wybitne osiągnięcia w muzyce disco polo

Chorus – polski zespół muzyczny wykonujący muzykę disco polo, założony w Guzowie jesienią 1990 r.

## Muzycy

### Obecny skład zespołu
- Jerzy Madej – śpiew, gitara basowa
- Piotr Maciszewski – śpiew, instrumenty klawiszowe, gitara
- Marek Gołębiowski – śpiew, instrumenty klawiszowe
- Jarosław Domrzalski – perkusja, akordeon

### Byli członkowie zespołu
- Paweł Ambroziak – śpiew, instrumenty klawiszowe
- Roman Grochowski – perkusja
- Bogdan Oziębły – instrumenty klawiszowe

## Historia zespołu
Zespół powstał jesienią 1990 r. założony przez Jerzego Madeja i Piotra Maciszewskiego w Guzowie koło Żyrardowa. Jak wspominają muzycy, przy wyborze nazwy zespołu zainspirowali się znanym efektem gitarowym. 29 lutego 1992 roku „Chorus” wystąpił w Sali Kongresowej Pałacu Kultury i Nauki na pierwszej Gali Piosenki Chodnikowej. Kolejne lata to trasy koncertowe w całej Polsce i poza granicami kraju, w tym na balu zorganizowanym przez prof. Religę w Wiedniu w 1995 r., gdzie zagrali na jednej scenie z zespołami VOX, Alex Band, Universe i innymi. W 1996 roku w katowickim „Spodku” zespół został uhonorowany Złotą Płytą przez wytwórnię STD za wybitne osiągnięcia w muzyce disco polo. Pod koniec lat 90 zespół zaprzestaje nagrywania nowych kompozycji i skupia się na imprezach okolicznościowych. Mimo przerwy w nagrywaniu, w 2014 roku zespół wydał nowy album: Balanga na 102 utrzymany w stylu disco polo lat 90 i biesiadnym. Powrót na scenę nastąpił na przełomie 2016 i 2017 roku. Dołączyli do nich nowi muzycy: Marek Gołębiowski i Jarosław Domrzalski. W sierpniu 2017 roku „Chorus” brał udział w pierwszej edycji „Festiwalu Przebojów Weselnych” w Mrągowie. Powstały nowe aranżacje do starych utworów (m.in. Zabawa, Sex Kaśka, Riki Tiki, Angelina), a także nowe utwory: Dla mnie Ty, Gdzie jesteś, Bąbelkowy hit (Orenżada).

## Dyskografia

### Albumy
- Jeszcze wczoraj (1991, MC)[9]
- Gumowe palto (1993, MC)[10]
- Czy ty wiesz (1994, MC)[11]
- Riki Tiki (1995, MC)[12]
- Gonzales (1995, MC)[13]
- Szumi las (1997, MC)[14]
- Balanga na 102 (2014, CD)[4]

### Kompilacje
- Największe przeboje (1995, CD)[15]
- Various – Zimowe Przeboje Disco Polo Pokochaj Zimę (1996, MC)[16]